# Save Me (chanson de Darren Styles)
Pour les articles homonymes, voir Save Me.
Singles de Darren Styles
Heartbeatz (en)
(2005) Sure Feels Good (en)
(2007)
Save Me est un single produit et composé par le compositeur et disc-jockey britannique Darren Styles. Il s'agit du troisième single présenté sur l'album Skydivin', initialement commercialisé en 2008 au Royaume-Uni. Le single atteint la 70e place au classement britannique UK Singles Chart et possède deux vidéoclips de deux différentes versions.

## Production
Le single Save Me, produit et composé par le compositeur et disc-jockey britannique Darren Styles, paraît initialement en tant que vinyle promotionnel le 4 décembre 2006 au label discographique All Around The World. Le single, sous sa forme mixée et originale, apparaît par la suite dans une série de compilations mixées, dont Clubland X-Treme Hardcore, Vol.2 en 2006, Ultimate NRG 2 en 2007, et Planet Dance en 2010,. Il est également présenté, sous sa version originale, dans l'album Skydivin' de Darren Styles le 16 juin 2008, album d'ailleurs bien accueilli par Sharon Mawer du site AllMusic qui lui attribue 3 étoiles sur cinq, et qui aura atteint la 4e place des classements britanniques, et la 72e des classements irlandais. Le single, quant à lui, débute à la 70e place des classements britanniques pendant une semaine le 4 juillet 2007. Il est disponible en téléchargement légal depuis 2007 sur le site officiel de All Around The World et sur iTunes.
À l'occasion de sa sortie également, un vidéoclip a été tourné en Espagne, avec deux versions différentes du single : la version originale et la version éditée par Nitelite,.

## Liste des titres
Single sur CD / téléchargement
1. Original Hardcore Edit (3:54)
2. Nitelite Edit (3:51)
3. Original Hardcore Mix (7:40)
4. Extended Club Mix (7:44)
5. CJ Stone Remix (6:49)
6. Hypasonic Remix (6:57)

CD promo
1. Extended Mix (7:46)
2. CJ Stone Remix (6:49)
3. Original Hardcore Version (7:45)
4. Flip & Fill Mix (6:22)
5. Friday Night Posse Mix (7:25)
6. Kenny Hayes Remix (7:34)
7. Technikal Remix (7:55)
8. Hypasonic Remix (6:58)
9. Kenny Hayes Nitelite Mix (5:16)

Vinyle promo
1. Alex K Remix (7:37)
2. Hypasonic Remix (6:58)

## Classements
| Classement (2006) | Meilleure position |
| ----------------- | ------------------ |
| UK Singles Chart  | 70                 |